# Rio Sabor
 (novembre 2024).
Si vous disposez d'ouvrages ou d'articles de référence ou si vous connaissez des sites web de qualité traitant du thème abordé ici, merci de compléter l'article en donnant les références utiles à sa vérifiabilité et en les liant à la section « Notes et références ».
La rivière Sabor (Rio Sabor) est une rivière qui naît dans la Sierra de Gamoneda (es) dans la province espagnole de Zamora, entre directement au Portugal et traverse la Serra de Montesinho dans le district de Bragance. Affluent de la rive droite du Douro, 

## Géographie
Elle passe près de la ville de Bragance où elle reçoit les eaux de la Fervença (pt), puis près de Torre de Moncorvo en aval du barrage de Pocinho (en) (Barragem do Pocinho), dans le village de Foz do Sabor.